# Vindeleia
Vindeleia fue una ciudad del pueblo prerromano de los Autrigones que se situaban en el centro-norte de España. Aparece mencionada por primera vez en el libro del siglo II Geographia de Claudio Ptolomeo. También es descrita como masio de la vía XXXIV del Itinerario de Antonino, concretamente en la Asturica Burdigalam, ruta del siglo III, que la sitúa a XII millas de Virovesca (Briviesca) y a XIV de Deobriga y cuya situación geográfica desconocida ha llevado a la aparición de numerosas hipótesis. Veamos las distancias de esta ruta desde el tramo de Virovesca a Pompelone:
| Nombre de la mansión romana | Distancia en millas desde la mansión anterior | Ubicación actual estimada |
| --------------------------- | --------------------------------------------- | ------------------------- |
| Virovesca                   | XI                                            | Briviesca                 |
| Vindeleia                   | XII                                           |                           |
| Deobriga                    | XIIII                                         |                           |
| Veleia                      | XV                                            |                           |
| Suessatio                   | VII                                           |                           |
| Tullonio                    | VII                                           |                           |
| Alba                        | XII                                           |                           |
| Aracaeli                    | XXI                                           |                           |
| Alantone                    | XVI                                           |                           |
| Pompelone                   | VIII                                          | Pamplona                  |

## Problemática del valor de la milla en el espacio intermiliario de la Hispania
José M. Iglesias Gil y Juan Antonio Muñíz Castro en su obra: Las comunicaciones de la Cantabria Romana; explican la diversidad de criterios que se han observado a la hora de establecer un valor métrico para las millas que componen el Espacio Intermiliario de la Hispania, así para Fidel Fita, Vicente Vázquez Queipo, Blas Taracena Aguirre y Grenier son partidarios de utilizar la "milla romana" de 1.480 m; J.M.Roldán Hervas es partidario de oscilar entre 1.475 y 1.485 m.; Gabriel Puig y Larraz está convencido de que en el Espacio Intermiliario del Ebro la más adecuada es la "milla griega" de 1.538 m., Francisco Coello de Portugal y Quesada defiende un valor de 1.600 m., y Antonio Blázquez y Delgado-Aguilera por su parte cree que su valor se encuentra entre 1.660 y 1685 m.

## Diferentes teorías sobre su ubicación
- Lorenzo Prestamero en el siglo XVIII la sitúa entre Moriana y Bozo a la vista de Santa Gadea del Cid ( localidades de Burgos), que se encuentra a más de veinte millas de Briviesca, aduciendo que Claudio Ptolomeo corrige al Itinerario de Antonino;[4] pero como señala Sáez de Buruaga eso es imposible ya que el Itinerario de Antonino es posterior a la Geografía de Claudio Ptolomeo.[5]

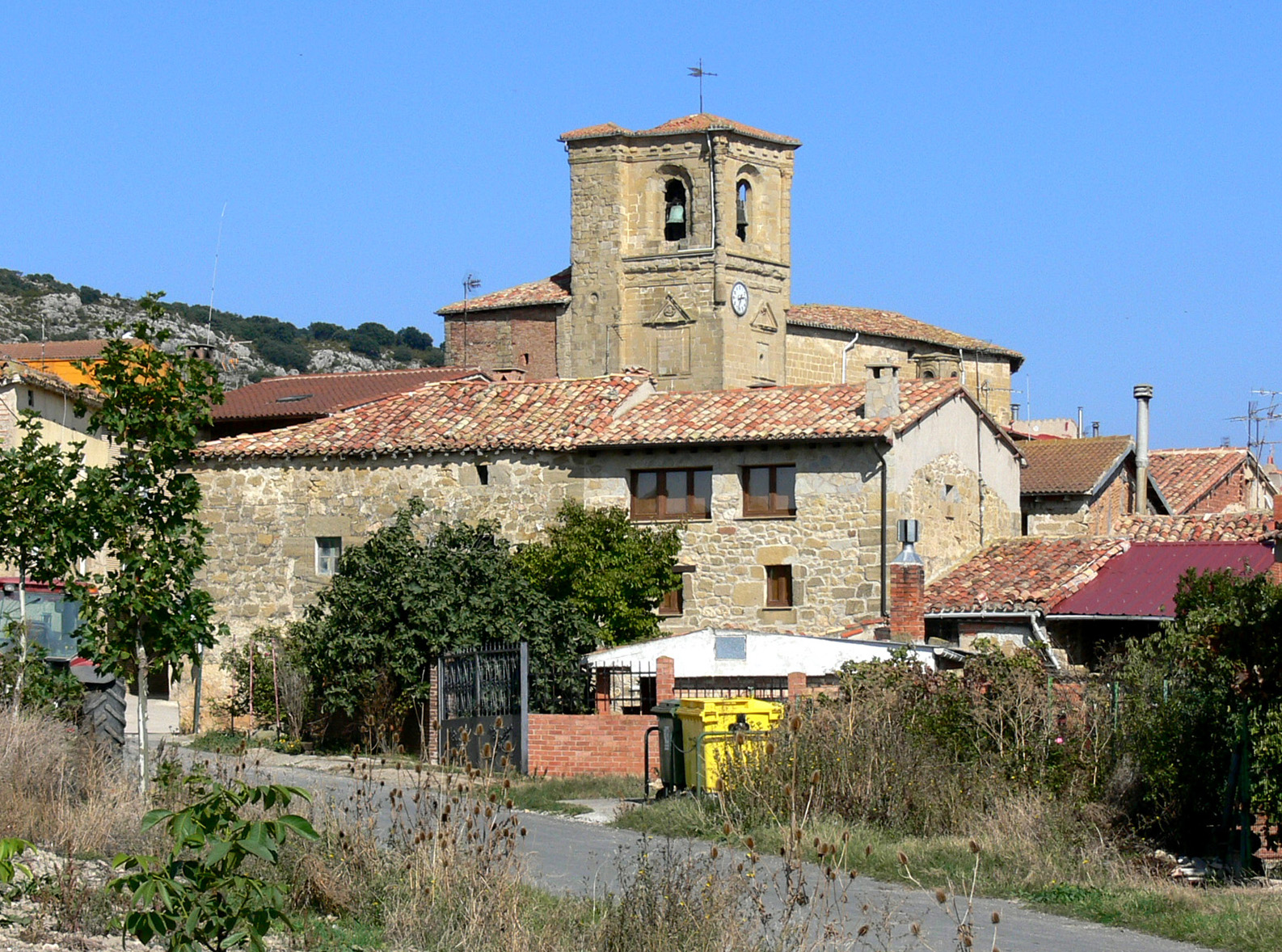
Foncea a la vista de su Iglesia de San Miguel

- Antonio Blázquez y Delgado-Aguilera  y Claudio Sánchez Albornoz creen verla a 2 km de Santa María Ribarredonda (Burgos);[6] y J.M. de Corta la coloca en la misma Santa María Ribarredonda,[7] todos ellos creen en esta ubicación porque se cumplen la distancia de doce millas.

- Antonio Blázquez y Delgado-Aguilera posteriormente la situará en Foncea (La Rioja);[8] al igual que lo hiciera Ángel Casimiro de Govantes[9]
- José Antonio Abásolo Álvarez busca un nuevo emplazamiento, ya que considera que Foncea y Santa Gadea del Cid distan más de 12 millas, y en Santa María Ribarredonda no hay restos, por lo que determina como lugar más adecuado el cerro de Santa Cruz entre Cubo de Bureba y Santa María Ribarredonda (ambas localidades de Burgos);[10][11] sin embargo hay autores como L. Hernández Guerra que sitúan la mansio en Cubo de Bureba, aduciendo que la población indígena se situaría en el Cerro de Santa Cruz, y la población romana en Cubo de Bureba;[12] el problema es que los dos puntos señalados se encuentran a menos de 17 km del yacimiento de San Juan en Briviesca, lugar desde el que hay que medir la distancia entre Virovesca y Vindeleia, de 12 millas que marca el Itinerario de Antonino.

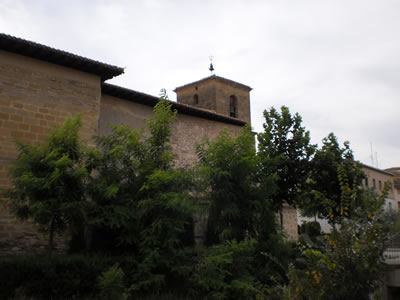
San Millán de Yécora (La Rioja)

- J.L. Ramírez Sadaba y Mª Pilar Pascual Mayoral, describen el paso de esta ruta por territorio riojano desde Briviesca pasando por San Millán de Yécora (La Rioja), que coincidiría con la distancia de doce millas de Virovesca a Vindeleia;[13] de igual opinión es J.A. García Gamarra, aunque este último la llevará por el paso de las Conchas de Haro, haciéndola desembocar en la llanada Alavesa.[14]